# Kecamatan Sooko (distrikt i Indonesien, lat -7,50, long 112,41)
Kecamatan Sooko är ett distrikt i Indonesien.   Det ligger i provinsen Jawa Timur, i den västra delen av landet, 600 km öster om huvudstaden Jakarta.